# Тисяча й одна ніч (балет)
«Тисяча й одна ніч» (азерб. Min bir gecə) — балет Фікрета Амірова у двох діях на лібрето Максуда і Рустама Ібрагімбекових.

## Загальні відомості
Вперше балет був поставлений в Баку 1979 року на сцені Азербайджанського театру опери і балету імені Мірзи Фаталі Ахундова. Відновлений 1992 року.
В Україні вперше був поставлений 1982 року в Донецьку і Дніпропетровську, 1984 року — в Харкові, і з тих пір користується незмінною популярністю серед глядачів.
Лібрето балету написане за мотивами казок «Тисяча й одна ніч». Основою балету стала популярна «Розповідь про царя Шахріяра». До балету входять також сюжети про пригоди Синдбада-мореплавця, птаха Рух, Алладіна і принцесу Будур, Алі-Бабу і сорока розбійників.
За створення балету Фікрет Аміров був удостоєний 1980 року Державної премії СРСР.

## Дійові особи
- Шахріяр
- Шехерезада
- Нуріда
- Марджана
- Раб
- Сіндбад
- Принцеса Будур
- Алі-Баба
- Аладдін
- Птах Рух
- Чаклун

## Постановки в Україні
- 1982 — Донецький академічний державний театр опери та балету імені Анатолія Солов'яненка, балетмейстер-постановник В. М. Шумейкін[2]
- 1982 — Дніпропетровський академічний театр опери та балету, балетмейстер-постановник Л. В. Воскресенська[2]
- 1984 — Харківський національний академічний театр опери та балету імені Миколи Лисенка, художник-постановник Л. С. Братченко[3]